# Чемпіон Аллісон
Чемпіон Аллісон (5 листопада 1998 , Х’юстон, Техас ) — американський легкоатлет, що спеціалізується на спринті, чемпіон світу.

## Виступи на основних міжнародних змаганнях
| Рік             | Змагання                      | Місце проведення | Місце           | Дисципліна            | Результат       | Примітки        |
| Представник США | Представник США               | Представник США  | Представник США | Представник США       | Представник США | Представник США |
| --------------- | ----------------------------- | ---------------- | --------------- | --------------------- | --------------- | --------------- |
| 2016            | Чемпіонат світу серед юніорів | Бидгощ, Польща   | 1               | естафета 4×400 метрів | 3:02.39         |                 |
| 2022            | Чемпіонат світу               | Юджин, США       | 4               | біг на 400 метрів     | 44.77           |                 |
| 2022            | Чемпіонат світу               | Юджин, США       | 1               | естафета 4×400 метрів | 2:56.17         | WL              |